# Aïn Diss
Aïn Diss è un comune dell'Algeria, situato nella provincia di Oum el-Bouaghi.